# Blankass (album)
Albums de Blankass
L'Ère de rien
(1999)
Blankass est le titre du premier album studio du groupe de rock français Blankass.
Cet album est sorti le 15 janvier 1996.

## Liste des titres
1. La couleur des blés (4 min 19 s)
2. Danse avec les vieux (3 min 31 s)
3. La colère des Dieux (3 min 50 s)
4. Traverser les mers (4 min 23 s)
5. Qui se souvient (4 min 47 s)
6. Léon (3 min 05 s)
7. Le garagiste (3 min 57 s)
8. Tes mauvais jours (3 min 21 s)
9. Monseigneur (3 min 28 s)
10. Maria (4 min 07 s)
11. Celui que j'aime (3 min 53 s)